# AK-74
El fusil de asalto AK-74 es una versión modernizada del AKM, que fue desarrollado en 1974 y es de calibre 5,45 mm, menor que el de su predecesor. Su producción en serie empezó ese mismo año. Las siglas AK-74 significan "Fusil Automático Kalashnikov Modelo 1974" (автомат Калашникова модель девятнадцать семьдесят четыре, "avtomat Kalashnikova model' devyatnadtsat' sem'desyat chetyre" en ruso).

## Diseño
El AK-74 tiene otras diferencias del AKM, la más notable es el compensador alargado que reduce la desviación de las balas durante el fuego automático. En el AK-74M la culata, el guardamanos, el pistolete y el cargador son de plástico negro, en cambio el AK-74N tiene el guardamanos, el pistolete y la culata de madera; además el cargador trae refuerzos metálicos y tiene un color rojizo. Ambos cargadores son intercambiables tanto el 6L20 como el 6L23.
En su primera aparición, se asumió que el AK-74 sería una versión de producción limitada para equipar a las Fuerzas Especiales. En realidad, la Unión Soviética iba a producir masivamente este fusil para reemplazar en masa su inventario de fusiles AKM.
Como sus parientes el AK-47 y el AKM, el AK-74 es un fusil de asalto con fuego selectivo, un cargador con capacidad de 30 cartuchos hecho con poliamida semitranslúcida, un sistema de gas de pistón rígido y cerrojo rotativo. Existen dos versiones del AKS-74: la de la infantería motorizada y la versión para los paracaidistas. También se han desarrollado versiones tanto para el Ejército Ruso, como para su policía y unidades especiales como el FSB, el OMON y algunas agencias antiterroristas. 
Cuando Estados Unidos adoptó el M16 a mediados de la década de 1960, este llamó la atención de los soviéticos, que de inmediato empezaron a desarrollar su propia versión, con el cartucho 5,45 x 39. A pesar de su menor calibre y peso, es tan letal como el 7,62 x 39. Esto es debido a una mayor velocidad y al diámetro menor de la bala en sí, de dudosa legalidad internacional, y que provoca daños agravados. Esto se vio en la Guerra de Afganistán (1978-1992), donde el muyahidín la apodó "bala envenenada" ya que las heridas que producía eran tan dolorosas, que pensaban que en efecto estaban envenenadas. Al no depender de mayor potencia y con el freno de boca mejorado, se consigue que el AK-74 tenga un retroceso muy manejable. El defecto de este cartucho, además de que es más complejo y por tanto más caro de producir, es que su relación longitud-peso es peor que la del 5,56 x 45 OTAN, lo que lo hace menos preciso. Aunque a la distancia para la que se diseñó el arma funciona bien.
Su cajón de mecanismos está hecho con chapa de acero estampada, siendo un préstamo del AKM.
El AK-74 tiene otras características que lo distinguen del AKM, especialmente su distintivo freno de boca. Este reduce drásticamente el ya suave retroceso y la elevación del cañón del AKM, pero tiene la desventaja de aumentar el ruido y el fogonazo. Las versiones actuales del AK-74 vienen equipadas con un riel en el lado izquierdo del cajón de mecanismos, que permiten instalar miras telescópicas o nocturnas, esto permite a su vez que tanto las miras ópticas como las mecánicas no se estorben entre sí y aun así se mantenga la precisión; actualmente también se fabrican cargadores de gran capacidad para el AK-74.

## Variantes
- AK-74N: versión con riel lateral para montar miras ópticas
- AKS-74: versión con culata plegable
- AKS-74U: versión corta del AKS-74
- Puşcă Automată model 1986, versión rumana del AK-74
- AK-74M, «Modernizado», que a su vez dio origen a la familia AK-100:
  - AK-101
  - AK-102
  - AK-103
  - AK-104
  - AK-105
- RPK-74: ametralladora ligera basada en el AK-74

## Galería

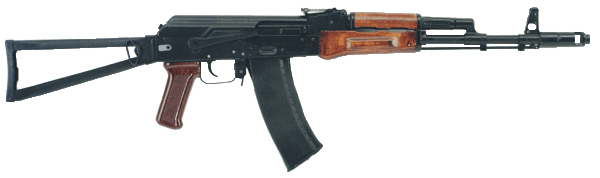
Un AKS-74.
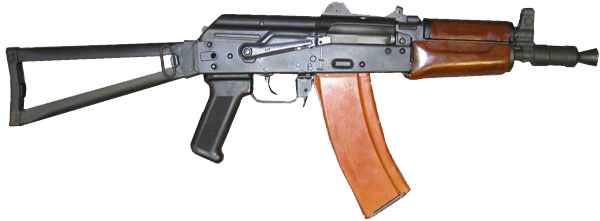
Un AKS-74U.
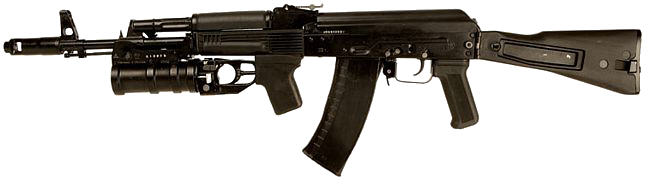
Un AK-74M con GP-30.
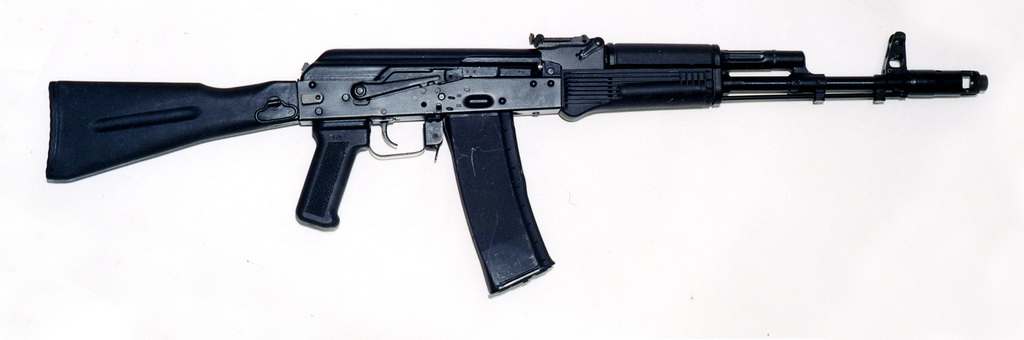
Un AK-101 de calibre 5,56 mm.
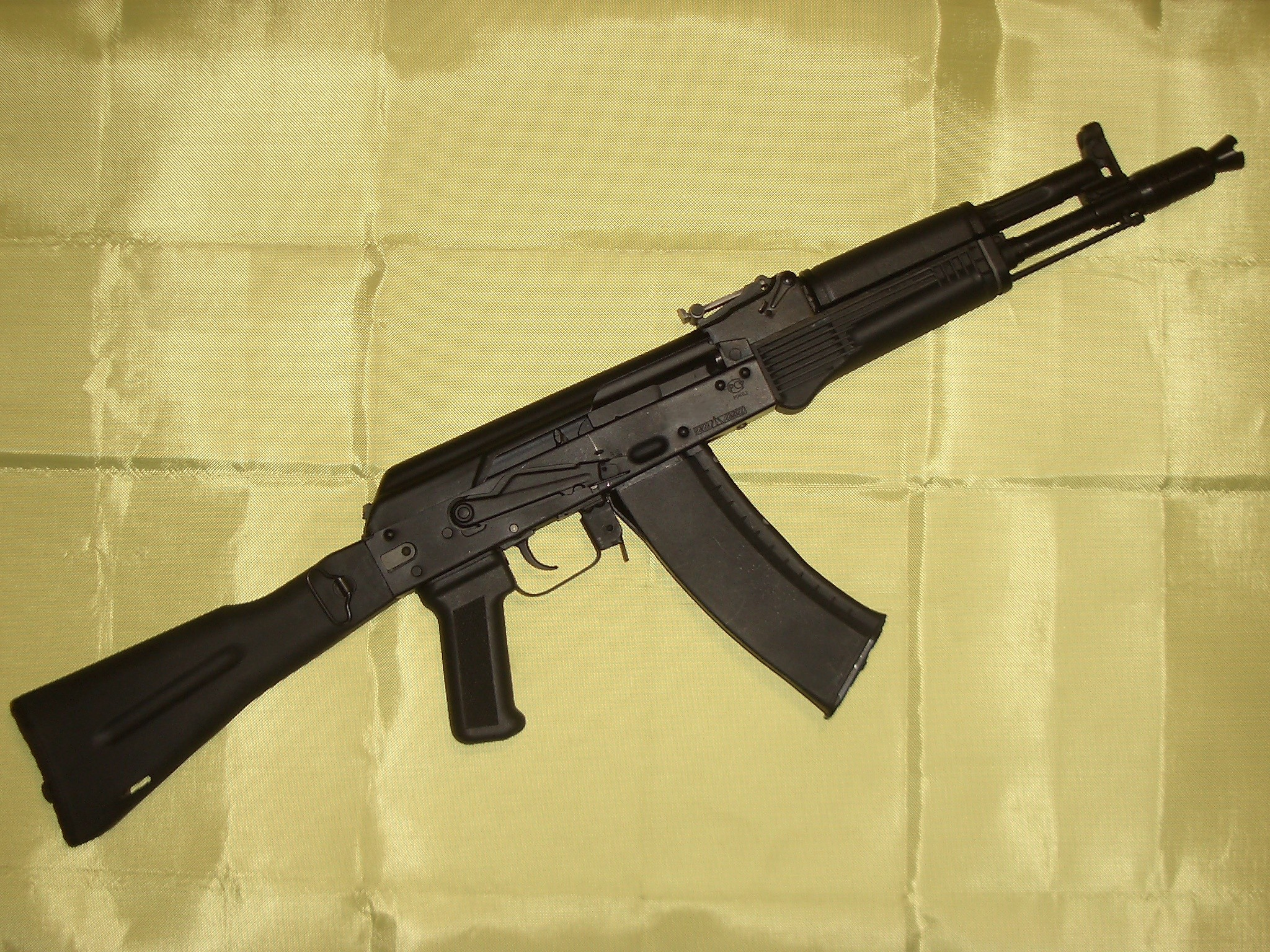
Un AK-105.

## Usuarios

### Actuales
- Afganistán: Armamento remanente tras la intervención soviética. Es apodado Kalakov.[10][11]
- Angola: El AK-74M es empleado por el batallón comando del FAPLA.
- Armenia[12]
- Azerbaiyán:[11] El AK-74M es fabricado bajo licencia por el Ministerio de Industrias de Defensa de Azerbaiyán.[13][14][15]
- Bielorrusia[16]
- Birmania: Recibió algunos de Rusia, posiblemente suministrados para pruebas y evaluaciones.[17]
- Bulgaria: El AR-M1 (variante del AK-74) y el AKS-74U son fabricados por la empresa Arsenal J.S.Co.[18]
- Burundi: Es empleado por los rebeldes burundienses.[19]
- China: Es producido bajo el nombre de Tipo 88, una copia sin licencia calibre 5,56 mm (solamente para exportación, ya que no ha sido aceptado por el Ejército Popular Chino).
- Chipre: La Guardia Nacional de Chipre emplea el AK-74M.[20]
- Corea del Norte:[21] Lo produce con la designación Tipo 88.[22] Las fuentes sugieren que fue fabricado con asistencia técnica de China.[23]
- Costa de Marfil[24]
- Cuba
- Emiratos Árabes Unidos: Emplea fusiles búlgaros AR-M9.[25]
- Estonia
- Georgia: Es empleado junto a la carabina M4. Está siendo reemplazado por fusiles derivados del AR-15.[11]
- Indonesia
- Kazajistán[11]
- Kirguistán[11]
- Lesoto[26]
- Letonia
- Líbano: Es empleado por la Policía.[27]
- Lituania
- Moldavia[11]
- Mongolia[11]
- Nicaragua
- Rumania: El Ejército rumano emplea el Puşcă Automată model 1986 (Fusil Automático modelo 1986, en rumano), una variante de producción local con culata plegable modificada. Fue desarrollado y producido por RomArm (Antes RATMIL: Regia Autonomă pentru Producţia de Tehnică Militară).[28]
- Rusia: El AK-74[29] y el AK 74M[30] es el fusil estándar del Ejército ruso, siendo complementado por el nuevo AK-12.[31]
- Siria: Emplea el AK-74M,[32] el AKS-74U,[33] el AKS-74 y el AK-74. La mayoría de los AK-74 fueron entregados a las Fuerzas Armadas Árabes Sirias por las fuerzas rusas desplegadas en Siria.
- Somalia[11]
- Tayikistán[11]
- Turkmenistán[11]
- Ucrania[11]
- Uzbekistán[11]
- Venezuela: Emplea la variante AK-103.[34]
- Vietnam: Usado por el Ejército Popular de Vietnam.

### Anteriores
- Alemania Oriental: Las variantes MPi-AK-74N, MPi-AKS-74N y MPi-AKS-74NK fueron producidas en el arsenal estatal por un corto período desde 1983, siendo retiradas de servicio tras la Reunificación alemana.[35] En 1991, todavía quedaban 171.925 fusiles AK-74 en los arsenales alemanes.[36]
- Croacia:[37] Las Fuerzas Armadas de Croacia emplearon el MPi-AKS-74N.
- Unión Soviética: Lo empleó por primera vez durante la Guerra de Afganistán en 1979.[38] Heredado por sus estados sucesores.
- Yugoslavia: Heredado por sus estados sucesores.

### Países con reconocimiento limitado
- Abjasia[39]
- Osetia del Sur[40]
- República Popular de Donetsk[41]
- República Popular de Lugansk[41]
- Transnistria[42]

### Entidades no estatales
- Ejército Republicano Irlandés Provisional[4]
- Ejército de Resistencia del Señor[43]
- Estado Islámico: Empleado por sus miembros (también aparece en varios videos de propaganda del EI).[44][45]
- Tigres de Liberación del Eelam Tamil: Lo empleó durante la Guerra civil de Sri Lanka, entre 1983 y 2009.[46]